# Pierre-Jean Mariette

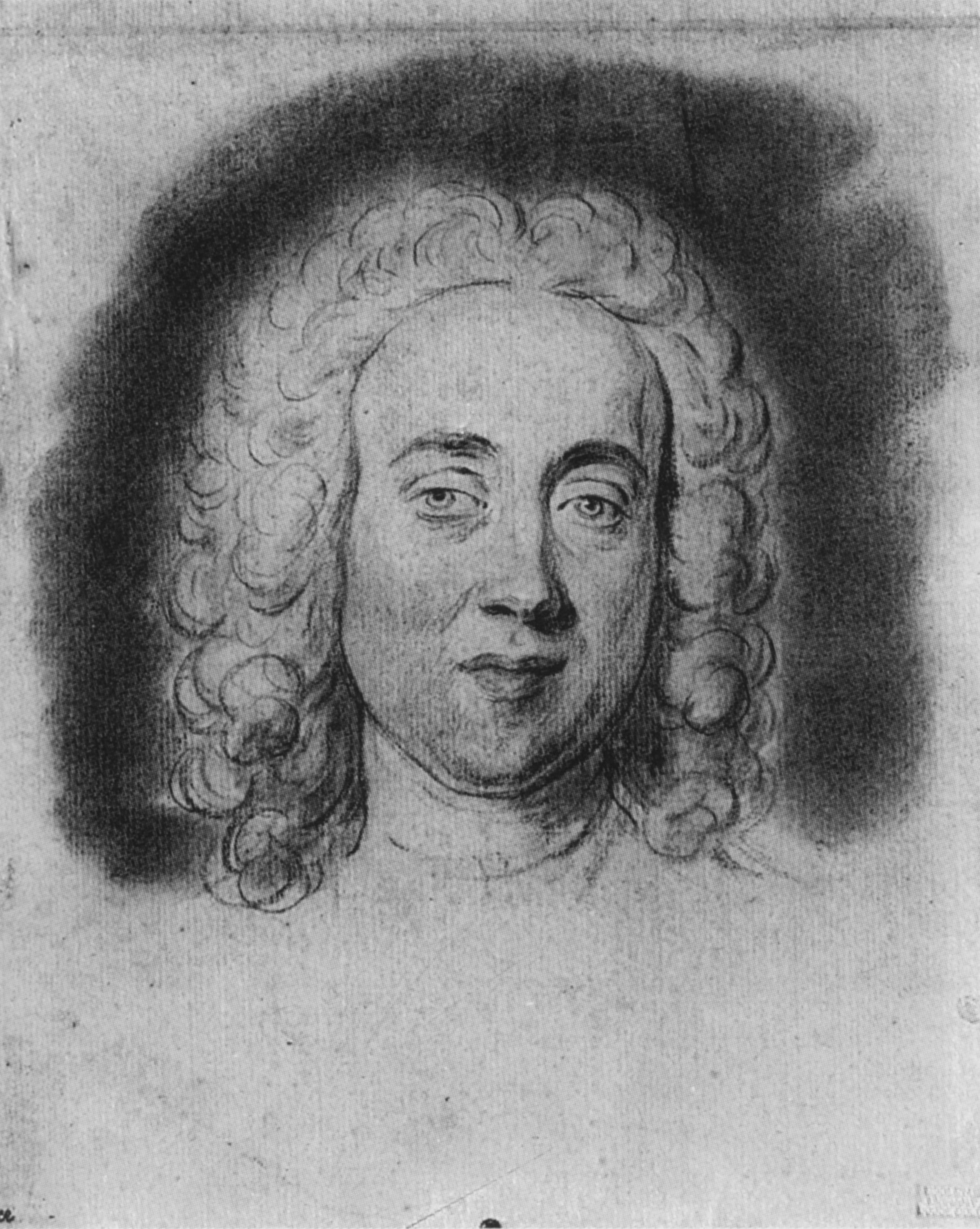
Pierre-Jean Mariette (1735)

Pierre-Jean Mariette (* 7. Mai 1694 in Paris; † 11. September 1774 ebenda) war ein französischer Kupferstecher, Sammler und Kunstkritiker.

## Leben
Sein Großvater war Pierre Mariette (1603–1657), der als Buchdrucker bereits mit Stichen und Büchern handelte, ebenso sein Vater Jean Mariette (1660–1742), der das Gewerbe seines Vaters übernahm.
Die Sammlung Mariette, welche in erster Linie Zeichnungen und Stiche umfasste, wurde im Jahr 1775 verkauft.

## Werke
- Traité des pierres gravées. 2 Bände, Paris 1750 (Digitalisat).
- Abecedario de P. J. Mariett et autres notes inédites de cet amateur sur les arts et les artistes, hrsg. von Charles-Philippe de Chennevières und Anatole de Montaiglon. 6 Bände, Dumoulin, Paris 1851–1860 (Digitalisat).